# 2020年海得拉巴洪水
2020年海德拉巴洪水是與孟加拉灣第二號強低氣壓相關的一系列洪水。2020年10月，印度海得拉巴的暴洪造成廣泛破壞和人員傷亡。孟加拉灣第二號強低氣壓是2020年北印度洋氣旋季的第四個熱帶氣旋和第三個強低氣壓，於10月11日在孟加拉灣中西部形成，並在接下來的幾天緩慢地向西北偏西方移動，靠近印度東岸移動。該低氣壓於10月13日清晨在安得拉邦登陸，並於翌日消散。
儘管該系統在吹襲印度中南部時強度較弱，但它還是給該區帶來暴雨並引發洪水。特伦甘纳邦首府海德拉巴錄得創紀錄的降雨，導致該市發生暴洪。洪水造成逾百人死亡，其中特倫甘納邦就有72人喪生。據報該邦損失達900億印度盧比（12.3億美元）。

## 天氣系統
10月11日，一個低壓區在孟加拉灣中西部上空集結成一低氣壓。10月12日，它緩慢地向西北偏西方移動，且進一步增強為強低氣壓。此後，孟加拉灣第二號強低氣壓於10月13日凌晨在安得拉邦卡基纳达附近登陸，並再次減弱為低氣壓。10月14日晚上，該系統在马哈拉施特拉邦中南部減弱為一結構良好的低壓區。雖然由於強烈的垂直风切变和持續與陸地的相互作用，使該系統的低層環流部分外露，但聯合颱風警報中心仍在10月15日重新發布熱帶氣旋預警。印度气象局也預測孟加拉灣第二號低氣壓將在阿拉伯海重新增強。10月17日凌晨，低壓區增強為阿拉伯海第三號強低氣壓。該系統將西南季風季節的結束推遲近一周。

## 影響

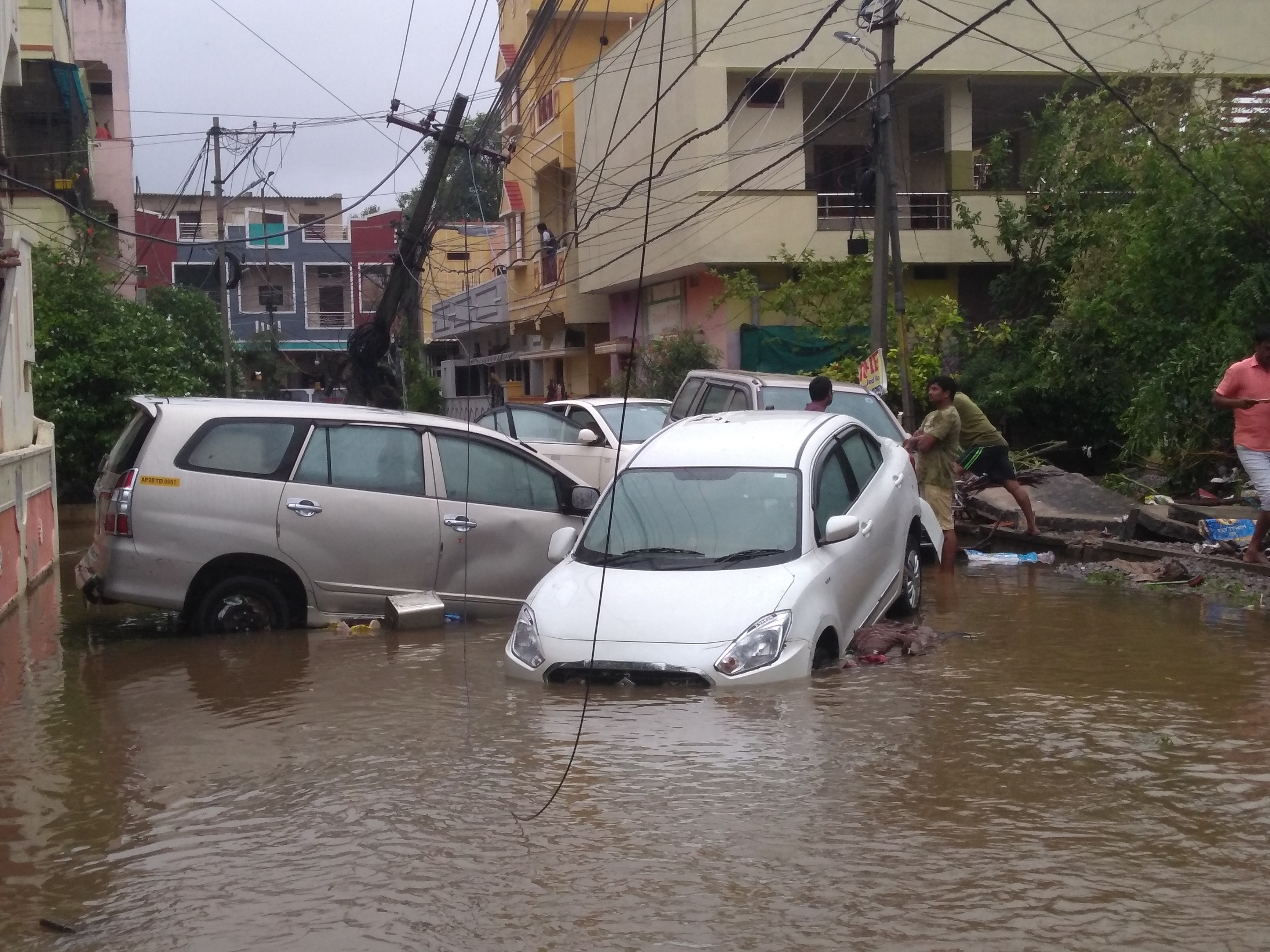
海德拉巴街道的車輛被洪水淹沒

隨着水庫水位達到滿水位，當局打開喜馬亞特薩加爾湖的水閘，導致穆西河水位暴漲。多處地方被淹沒，洪水衝破兩座堤道橋。受孟加拉灣第二號強低氣壓的影響，10月12至13日，本地治里、安得拉邦、特伦甘纳邦、喀拉拉邦、马哈拉施特拉邦和卡纳塔克邦沿海地區降下大雨。10月13日，海得拉巴郊區的加特凯塞尔降下創紀錄的324毫米的暴雨。海德拉巴許多地區的降雨量超過200毫米，引致該市出現暴洪。维杰亚瓦达有四人死亡，而特伦甘纳邦不同地區有多達70人喪生，其中海得拉巴有33人身亡。此外，马哈拉施特拉邦有28人遇難。受此系統影響，卡纳塔克邦北部、安得拉邦和特倫甘納邦出現大範圍農作物損失。特倫甘納邦政府估計總損失接近900億印度盧比（12.3億美元）。10月18日，第二場洪水在海得拉巴另外造成兩人死亡。超過37,000戶家庭受第二次洪水影響。海得拉巴部分地區降雨量超過110毫米，城外的降雨量較多。兩埸場洪水合共造成逾百人喪生，約四萬個家庭流離失所，雨後積聚多達兩萬噸垃圾。

## 善後
當局部署360名国家灾害响应部队人員和印度陸軍部隊。特伦甘纳邦政府請求中央政府向海得拉巴及其周邊地區提供援助。該邦的首席部長K·錢德拉塞卡·拉奧致函總理纳伦德拉·莫迪，要求立即撥款135億印度盧比（1.84億美元），其中60億盧比用於農民，另外75億盧比則用於大海得拉巴市政公司地區的救災和復原工作。10月14日，特倫甘納邦政府宣布因洪水對所有非必要工作人員放兩天假，並敦促所有人留在家中。由於可能發生更多洪水，古拉姆切魯武（Gurram Cheruvu）附近的2,100多戶家庭被疏散。政府向受災地區派發超過15萬份餐包。此外，60個小組負責在地下室和空曠地方噴灑漂白劑，以防止水媒和傳病媒介疾病的傳播。